# Jezu Kriste, štědrý kněže
Jezu Kriste, štědrý kněže je jeden z nejstarších staročeských církevních chorálů. Vznikl pravděpodobně ve 2. pol. 14. století. Autorství písně je někdy připisováno Janu Husovi (mj. na základě Jistebnického kancionálu). Z Jistebnického kancionálu se rovněž dochoval notový zápis (kolem roku 1420), z něho pochází 1.–21. sloka, 22.–29. sloka pochází z jiného rukopisu z 15. století.
Melodie chorálu se užívá např. při promocích na Univerzitě Karlově.
Latinský chorál Jesus Christus nostra salus je doložen již v rukopise z roku 1410 z vyšebrodského kláštera. Má deset slok, z nichž prvních osm slok vytváří akrostich Johannes, z čehož se někdy usuzuje, že poslední dvě sloky a refrén byly novějšího původu. Autorství latinské verze je někdy připisováno Janu z Jenštejna, někdy i Janu Husovi. Melodii lze vysledovat zpětně až do 13. století. Obsahově je hymnus srovnáván s eucharistickou písní Lauda Sion Salvatorem (Sióne, chval Spasitele), která byla napsána roku 1264 Tomášem Akvinským na objednávku papeže Urbana IV.
Němečtí luteráni píseň znají s textem Jesus Christus, unser Heiland, der von uns den Gotteszorn wandt, který je připisován Martinu Lutherovi a nejstarší doklad o něm je z roku 1524, kdy byla prezentována jako vylepšená píseň Jana Husa. Z 16. století jsou doloženy též finská verze Jeesus Kristus Elämämme a švédská verze Jesus Kristus är vår hälsa a na počátku 17. století Jesus Christus, lunastajam. V anglickém překladu, jehož autorem byl R. F. Littledale, vyšla píseň roku 1864 pod názvem Jesus Christ our true salvation v Lyra Eucharistica.

## Část text upraveného do novočeštiny
1. Jezu Kriste, štědrý kněže, / s Otcem, Duchem jeden Bože, / tvoje štědrost naše zboží. / Kyrieleison.
2. Ty jsi nyní zde před námi; / pro své muky, svaté rány / smiluj se, Tvůrce, nad námi. / Kyrieleison.
3. Ty jsi prolil svou krev pro nás, / z věčné smrti vykoupil nás, / odpustiž nám naše viny. / Kyrieleison.
4. Andělé jdou zpívajíce, / Tvůrci v slávě klekajíce, / chválu jemu vzdávajíce. / Kyrieleison.
5. Svatá Maří, Boží Máti, / ty nám račiž pomáhati: / dej nám svého syna znáti. / Kyrieleison.
6. Volej každý k Hospodinu, / ať odpustí naši vinu / a dá nám v ráji odměnu. / Kyrieleison.
7. Otče, Synu, Duchu Svatý, / nedej našim duším ztráty, / naplň námi kůr nebeský. / Kyrieleison.
8. Půjdem, půjdem, Bůh před námi, / bychom byli Tvůrci známí, / ať se smiluje nad námi. / Kyrieleison.

V této podobě je píseň zahrnuta v Jednotném kancionálu pod číslem 706. 